# Гурев, Григорий Абрамович
Григо́рий Абра́мович Гуре́в  (настоящее имя: Григо́рий Абра́мович Гуре́вич; 2 января 1891 — 1978) — российский и советский философ, активный пропагандист атеизма, переводчик. 
Родился 2 января 1891 года. В 1909 году начал пропаганду естествознания на страницах журналов. В 1913 году в «Свободном журнале» Гурев писал, что новейшие научные открытия «нисколько не ослабляют позиции философского диалектического материализма, так как нисколько не поколеблено то основное „свойство“ материи, с признанием которого связан последний, — свойство быть объективно реальной, существовать вне нашего сознания. Наоборот, диалектический материализм всегда настаивал на относительном характере всякой научной теории строения вещества, так как объект науки, будь то самый маленький атом, бесконечен и неисчерпаем». После Великой Октябрьской социалистической революции Гурев начал систематическую антирелигиозную пропаганду, ведя ее в Красной Армии, в которую вступил добровольцем в 1919 году. Гурев стал коммунистом и успешно выступал на диспутах с такими видными церковными деятелями, как митрополит Александр (Введенский) и епископ Антонин (Грановский). Стенограммы речей Гурева на диспуте с Введенским опубликованы в 1924 году в книге под названием «Спор о боге». Автор ряда книг по истории религии и атеизма.  Кандидат педагогических наук. В 1937 году защитил диссертацию «Коперниковская ересь в прошлом и настоящем : из истории взаимоотношений науки и религии» и стал кандидатом философских наук. Гуреву принадлежит свыше ста книг и брошюр, многочисленные статьи в газетах и журналах. Из его книг наиболее известны «Коперниковская ересь в прошлом и настоящем», «Системы мира от древних времен до наших дней», «Наука и религия о строении Вселенной», «Дарвинизм и атеизм», «Чарлз Дарвин как мыслитель», «Великий конфликт» (1965), «История одного заблуждения» (1970), «Чарльз Дарвин и атеизм» (1975). 

### Книги
на русском
- Как религия боролась с наукой. - [Москва] : акц. о-во "Безбожник", [19--] (тип. изд-ва "Крестьянская газета"). - [3] с.; 23х16 см.
- Наука о вселенной в свете материалистического мировоззрения : Попул. очерки о мироздании, мирообразовании и материи : С 38 ил. / Г. А. Гурев (Гуревич). - [Гомель] : Гомельский рабочий, 1923. - [6], 262, 8 с., 1 л. фронт., (ил.) : ил.; 22 см.
- Дарвинизм и марксизм : Популярный очерк / Г. А. Гурев. - Гомель : Гомел. рабочий, 1924. - VIII, 264 с.; 25 см.
- Спор о боге между наукой и религией / Г. А. Гурев. - [Гомель] : Гомельский рабочий, 1924. - 92, [1] с.; 22 см.
- Чему учит дарвинизм : Попул. очерк / Г. А. Гурев. - [Гомель] : Гомельский рабочий, 1924. - 77 с.; 23 см.
- Анти-религиозная хрестоматия : Пособие для пропагандистов, преподавателей и учащихся / Г. А. Гурев. - Гомель : Гомельский рабочий, 1925.

1. Т. 1. - 1925. - 509, 3 с.

- Антирелигиозная хрестоматия : [Религия. Наука. Коммунизм]. Пособие для пропагандистов, препод. и учащихся / Г. А. Гурев. - [2-е изд., доп.]. - [Гомель] : Гомельский рабочий, 1925. - 25 см.

1. Т. 1. - 1925. - 548, III с.

- На чем земля держится : Общедоступные беседы / Г. А. Гурев. - [Гомель] : Гомельский рабочий, 1925. - 53, [2] с. : ил.; 17 см. - (Библиотека для всех/ Отд. естествознания).
- Дарвинизм и марксизм : Попул. очерки / Г. А. Гурев. - 2-е изд., знач. доп. - [Гомель] : Гомельский рабочий, 1925. - X, 420 с.; 25 см.
- Мироведение безбожника : Попул. очерки о мироздании, мирообразовании, материи и энергии / Г. А. Гурев. - 2-е изд., перераб. и расшир. - [Гомель] : Гомельский рабочий, 1925. - [4], 373, [6] с.; 25 см.
- Откуда пошел род человеческий? : Общедоступная беседа / Г. А. Гурев. - [Гомель] : Гомельский рабочий, 1925. - 52 с. : ил.; 18 см. - (Библиотека для всех. Серия естествознания).
- Спор о боге между наукой и религией / Г. А. Гурев. - 2-е изд. - [Гомель] : Гомельский рабочий, 1925. - 94, [4] с.; 21 см
- Хрестоматия молодого безбожника : круг чтения по вопросам безбожного мировоззрения для рядовых пропагандистов, антирелигиозных кружков, изб-читален, клубов и школ, с приложением литературно-художественного материала / Г. А. Гурев. - Гомель : Гомельский рабочий, 1926. - VIII, 734, VII с.; 26 см. — скан в РГБ
- Вселенная и ее происхождение / Г. А. Гурев. - Москва ; Ленинград : Гос. изд-во, 1928 (Л. : тип. Печатный двор). - 176 с. : ил., черт.; 20х14 см. - (Книжная полка рабочего).
- Дарвинизм и атеизм : Популярные очерки / Г. А. Гурев. - [Москва ; Ленинград] : Гос. изд-во, [1928] (М. : 1-я Образцовая тип.). - 211 с., [1] вклад. лист. портр.; 20х14 см.
- Как религия боролась с наукой / Г. А. Гурев. - [Москва] : [Изд-во "Крестьянская газета"], [1928] (тип. изд. "Крестьянская газета"). - [3] с.; 23х16 см.
- Мироведение безбожника : Популярные очерки о мироздании, мирообразовании материи и энергии / Обложка: Д. Бажанов. - 3-е изд., перераб. и доп. - Москва ; Ленинград : Гос. изд-во, 1928 (Л. : тип. Печатный двор). - 586 с., [2] с. объявл. : ил., черт., граф., карт.; 24х16 см.
- Антирелигиозная хрестоматия : Пособие для пропагандистов, преподавателей и учащихся / Г. А. Гурев ; Обложка: U. [Ушин] ; Центр. совет союзов безбожников СССР. - 3-е изд., знач. перераб. и доп. - Москва : Изд-ское о-во "Безбожник", 1929 (Л. : гос. тип. им. Евг. Соколовой). - 695 с.; 28х19 см. - (Центральный совет союзов безбожников СССР).
- Антирелигиозная хрестоматия : Пособие для пропагандистов, преподавателей и учащихся / Г. А. Гурев ; Переплет: U. [Ушин] ; Центр. сов. Союза воинствующих безбожников СССР. - 4-е изд., доп. - Москва : Акц. изд. о-во "Безбожник", 1930 (Л. : гос. тип. им. Евг. Соколовой). - 727 с.; 26х18 см. - (Центральный совет Союза воинствующих безбожников СССР).
- Вселенная и ее происхождение / Г. А. Гурев. - 2-е изд., доп. - Москва ; Ленинград : Гос. изд-во, [1930] (Л. : тип. им. Бухарина). - 192 с. : ил., черт.; 20х13 см. - (Книжная полка рабочего).
- Дарвинизм и атеизм : Попул. очерки / Г. А. Гурев. - 2-е изд., доп. - [Москва] : Гос. изд-во, 1-я Образцовая тип., [1930]. - 200 с. : портр.; 20х13 см.
- Мироведение безбожника : Попул. очерки о мироздании, мирообразовании, материи, энергии и жизни / Г. А. Гурев ; Обложка: Д. Бажанов. - 4-е изд., перераб. и доп. - Москва ; Ленинград : Гос. изд-во, 1930 (Л. : тип. Печатный двор). - 608 с. : ил., черт., граф., карт.; 24х16 см.
- Астрономия и религия / Г. А. Гуреев ; Центр. совет Союза воинств. безбожников СССР. - Москва ; Ленинград : Огиз - Моск. рабочий, 1931 (М. : 13-я тип. Огиз'а). - 121, [2] с., 5 с. объявл.; 18x12 см.
- Чарльз Дарвин как мыслитель / Г. А. Гуреев ; Центр. совет Союза воинств. безбожников СССР. - Москва : Безбожник, 1931 (тип. "Гудок"). - 109 с., [2] с. объявл., 1 вкл. л. портр. : ил., портр.; 22x15 см.
- Коперниковская ересь в прошлом и настоящем : Из истории взаимоотношений науки с религией / Г. Гурев. - [Харьков] : Пролетар, 1931. - 98 с.; 18 см.
- Астрономия в картинах : Атлас с объясн. текстом / Г. А. Гуреев ; Центр. совет Союза воинств. безбожников СССР. - Москва : Гаиз, 1932 (тип. "Гудок"). - Суп. обл., переплет, 92 с. : ил.; 23x30 см.
- Вселенная : Начатки астрономии безбожника / Центр. совет Союза воинств. безбожников СССР. - Москва : Гаиз, 1932 (тип. изд-ва "Дер эмес"). - Обл., 260, [6] с. : ил.; 20x13 см.
- Коперниковская ересь в прошлом и настоящем : Из истории взаимоотношений науки и религии / Г. А. Гурев ; Суп.-обл., переплет и форзац: Д. Бажанов. - 2-е изд., значительно доп. - Москва : Гаиз, 1933 ("Образцовая" тип.). - 138, [2] с. : ил.; 20х14 см.
- Наука о вселенной и религии : Космологич. очерки / Г. Гурев ; Центр. совет Союза воинств. безбожников СССР. - Москва : Гаиз, 1934 (17 фабр. нац. книги треста "Полиграфкнига"). - Переплет, 329, [2] с.; 21х14 см.
- Вселенная : Начатки астрономии / Г. А. Гурев. - 4-е изд. - Москва ; Ленинград : ОНТИ. Глав. ред. науч.-попул. и юношеской лит-ры, 1935 (Л. : тип. им. Евг. Соколовой). - Переплет, 288 с. : ил.; 20х14 см.
- Коперниковская ересь в прошлом и настоящем : Из истории взаимоотношений науки и религии. - 3-е изд., перер. - Москва : ГАИЗ, 1937 (Ф-ка юношеской книги изд-ва "Мол. гвардия"). - 291 с. : ил.; 20 см.
- Коперниковская ересь в прошлом и настоящем : из истории взаимоотношений науки и религии : диссертация ... кандидата философских наук : 09.00.00. - Москва, 1937. - 289 с. : ил.; 20 см.
- Наука и религия о вселенной : Науч.-попул. очерк. - [Москва] : Изд. и ф-ка юношеской книги изд-ва "Мол. гвардия", 1938. - 103 с. : ил.; 19 см.
- Программа начального антирелигиозного кружка / Г. Гурев. - [Сумы] : Парткабiнет Сум. МПК, [1938] (друк. "Суми-друк"). - 13, [1] с., без тит. л.; 20х14 см. - (В помощь антирелигиознику-пропагандисту. Материалы для бесед с верующими).
- Земля и небо : [Очерки по истории астрономии] : [Для ст. возраста]. - Москва ; Ленинград : Детиздат, 1939 (Москва). - 136 с. : ил.; 23 см.
- Астрология и религия : История одного заблуждения. - Москва : ГАИЗ, 1940. - 132 с., 1 вкл. л. ил. : ил. и черт.; 21 см.
- Дарвинизм и религия : На правах рукописи / Г. А. Гурев. - Москва : [б. и.], 1940. - 7 с.; 30 см. - (Микрофонные материалы Всесоюзного радиокомитета : Исключительно для радиовещания. Для Сектора пропаганды и агитации; 1940. № 121).
- Земля и небо : [Очерки по истории астрономии]. - Москва ; Ленинград : Детиздат, 1940 (Москва). - 152 с. : ил. и черт.; 20 см. - (Школьная библиотека. Для неполной средней и средней школы).
- Откуда пошел род человеческий. - Москва : ГАИЗ, 1940. - 80 с., 5 вкл. л. ил. и портр. : ил. и портр.; 20 см.
- Системы мира : (От древних до Ньютона). - Москва ; Ленинград : Изд-во Акад. наук СССР, 1940 (Москва). - 198 с. : ил., черт. и портр.; 23 см. - (Научно-популярная серия / Акад. наук СССР).
- Атеизм Чарльза Дарвина / Акад. наук СССР. - Москва ; Ленинград : Изд-во Акад. наук СССР, 1941 (Москва). - 116 с., 1 вкл. л. портр. : портр.; 23 см. - (Научно-популярная историческая серия).
- История нашего мира / Г. А. Гурев. - Москва : тип. "Известий", 1945. - 48 с., без обл.; 14 см. - (Серия популярных брошюр по астрономии/ Моск. планетарий).
- Как изучают природу светил / Г. А. Гурев. - Москва : тип. "Известий", 1945. - 40 с.; 20 см. - (Серия популярных брошюр по астрономии/ Моск. планетарий).
- Как произошел человек / Г. А. Гурев. - [Москва] : изд. и филиал тип. изд-ва "Моск. большевик", 1945. - 64 с. : ил.; 19 см. - (Природа и человек).
- Как устроена вселенная  / Г. А. Гурев. - Москва : Моск. планетарий, 1945 (Центр. тип. им. Ворошилова). - 32 с., без обл.; 21 см. - (Серия популярных брошюр по астрономии).
- Что такое вселенная : Науч.-попул. очерк / Г. А. Гурев ; Под ред. чл.-кор. Акад. наук СССР А. А. Михайлова. - [Москва] : изд. и филиал тип. изд-ва "Моск. большевик", 1945. - 56 с. : ил., схем.; 19 см. - (Природа и человек).
- Было ли начало и будет ли конец мира / Г. А. Гурев. - Москва : [Моск. планетарий], 1946 (тип. Всесоюз. кн. палаты). - 48 с. : ил.; 19 см. - (Научное понимание вселенной : Серия популярных лекций / Моск. планетарий).
- Единство вселенной : Науч.-попул. очерк / Г. А. Гурев. - Москва : Моск. планетарий, 1946 (Центр. тип. им. Ворошилова). - 39 с.; 19 см. - (Серия популярных брошюр по астрономии).
- Земля и небо : [Очерки по истории астрономии] : [Для ст. возраста] / Г. А. Гурев. - 3-е изд. - Москва : Моск. планетарий, 1946 (тип. [Высш. парт. школы при ЦК ВКП(б)]). - 151 с. : ил.; 19 см.
- Лунный мир / Г. А. Гурев ; Моск. планетарий. - Москва : тип. Всесоюз. кн. палаты, 1946. - 51 с. : ил.; 20 см.
- Есть ли разум в живой природе : Как наука объясняет целесообразные явления в органическом мире / Г. Гурев. - [Москва] : Моск. рабочий, 1947 (тип. изд-ва "Моск. большевик"). - 55 с. : ил.; 20 см. - (Природа и человек).
- Есть ли разум в живой природе / Г. А. Гурев. - Москва : Госкульпросветиздат, 1949 (тип. Гос. архитектурного изд-ва). - 96 с.; 6 л. ил. : ил.; 17 см.
- Земля в мировом пространстве : (Как узнали, что Земля - небесное тело) / Г. А. Гурев. - Москва : изд-во и тип. Госкультпросветиздата, 1950 (тип. изд-ва "Моск. правда"). - 144 с. : ил., карт.; 22 см.
- Научные предвидения и религиозные пророчества : Попул. лекция / канд. философ. наук Г. А. Гурев ; Всесоюз. о-во по распространению полит. и науч. знаний. - Москва : [Правда], 1950 (тип. им. Сталина). - 24 с.; 22 см.
- Системы мира : От древнейших времен до наших дней / Г. А. Гурев. - [Москва] : изд-во и тип. изд-ва "Моск. рабочий", 1950. - 395 с.; 17 л. ил. : ил.; 22 см.
- Что такое Вселенная / Г. А. Гурев ; Под ред. проф. П. П. Паренаго. - Москва ; Ленинград : Гос. изд-во техн.-теорет. лит., 1950 (М. : тип. "Кр. пролетарий"). - 188 с. : ил.; 20 см.
- Как дарвинизм был освобожден от мальтузианских ошибок : Стенограмма публичной лекции ... / Всесоюз. о-во по распространению полит. и науч. знаний. - Москва : [Правда], 1951. - 32 с.; 22 см.
- Наука и религия о строении Вселенной : Стенограмма публичной лекции ... / Всесоюз. о-во по распространению полит. и науч. знаний. - Москва : [Правда], 1951. - 30 с.; 22 см.
- Марксизм-ленинизм о происхождении религии. - Москва : Знание, 1953. - 32 с.; 22 см. - (Всесоюзное общество по распространению политических и научных знаний. Серия 2; № 6).
- О вере в бога : Беседы с верующими и неверующими. - Москва : Госполитиздат, 1954. - 84 с.; 20 см.
- Как произошел человеческий род. - Москва : Моск. рабочий, 1955. - 104 с. : ил.; 20 см.
- Наука и религия о строении Вселенной. - [Москва] : Мол. гвардия, 1955. - 64 с.; 20 см.
- Научные предвидения и религиозные предрассудки. - Москва : Воениздат, 1955. - 88 с.; 20 см.
- Материал к лекции на тему "Сотворена ли Вселенная" / Канд. философ. наук Г. А. Гурев ; Всесоюз. о-во по распространению полит. и науч. знаний. - Москва : [б. и.], 1955. - 27 с.; 21 см.
- Что такое Вселенная. - 2-е изд., перераб. - Москва : Гостехиздат, 1955. - 200 с. : ил.; 20 см.
- Примерный план, краткое содержание и рекомендательный список литературы к лекции на тему "Дарвинизм и его роль в борьбе с религией" / Сост.: канд. философ. наук Г. А. Гурев ; Всесоюз. о-во по распространению полит. и науч. знаний. - Москва : [б. и.], 1955. - 7 с.; 21 см.
- Дарвинизм и религия : Из истории идеол. борьбы в биологии. - Москва : Изд-во Акад. наук СССР, 1957. - 248 с., 1 л. портр.; 20 см. - (Научно-популярная серия/ Акад. наук СССР).
- О вере в бессмертие души. - Москва : Госполитиздат, 1957. - 52 с.; 20 см.
- Сотворена ли Вселенная?. - Москва : Знание, 1957. - 32 с.; 22 см. - (Серия 11/ Всесоюз. о-во по распространению полит. и науч. знаний; № 9).
- Что такое Вселенная. - 3-е изд., стер. - Москва : Гостехиздат, 1957. - 200 с. : ил.; 20 см.
- Научные предвидения и религиозные предрассудки. - 2-е изд., доп. - Москва : Воениздат, 1958. - 125 с.; 20 см. - (Научно-популярная б-ка).
- О вере в бессмертие души. - Москва : Госполитиздат, 1958. - 62 с.; 20 см. - (Популярная б-чка по атеизму).
- О смысле жизни : (Критика религиозных представлений). - Москва : [б. и.], 1958. - 39 с.; 20 см. - (В помощь лектору/ О-во по распространению полит. и науч. знаний РСФСР).
- Дарвинизм и его значение : Пособие для учителей. - Москва : Учпедгиз, 1959. - 338 с., 1 л. портр. : ил.; 23 см.
- О вере в бессмертие души. - Москва : Госполитиздат, 1959. - 62 с.; 20 см. - (Популярная б-чка по атеизму).
- О вере в бога : [Школьникам об атеизме]. - 2-е изд., перераб. и доп. - Москва : Учпедгиз, 1961. - 104 с.; 20 см.
- Учение Коперника и религия : Из истории борьбы за науч. истину в астрономии. - Москва : Изд-во Акад. наук СССР, 1961. - 189 с. : портр.; 20 см. - (Научно-популярная серия/ Акад. наук СССР).
- Сотворена ли Вселенная?. - Москва : Сов. Россия, 1963. - 59 с.; 14 см. - (Отвечаем на вопросы верующих).
- Великий конфликт : Борьба между наукой и религией. - Москва : Наука, 1965. - 215 с.; 20 см. - (Научно-популярная серия/ Акад. наук СССР).
- Разгадка великой тайны природы : О целесообразных явлениях в мире живых существ : Пособие для сред. школы. - 2-е изд., перераб. и доп. - Москва : Просвещение, 1965. - 104 с., 2 л. ил. : ил.; 20 см.
- История одного заблуждения : Астрология перед судом науки / Ред., предисл. [с. 3-28] и послесл. [с. 156-192] проф. М. И. Шахновича. - Ленинград : Наука. Ленингр. отд-ние, 1970. - 192 с.; 20 см. - (Научно-популярная серия/ АН СССР).
- Религия и правда жизни / Г. А. Гурев, канд. философ. наук. - Грозный : Чеч.-Инг. кн. изд-во, 1970. - 47 с.; 21 см. - (В помощь лектору/ О-во "Знание" РСФСР. Науч.-метод. совет по пропаганде науч. атеизма)
- Чарльз Дарвин и атеизм : Очерк мировоззрения великого натуралиста. - Ленинград : "Наука", Ленингр. отд-ние, 1975. - 232 с.; 20 см. - (Научно-атеистическая серия / АН СССР).
- Проблема смысла жизни в религии и атеизме / С. Ф. Анисимов, Г. А. Гурев. - Москва : Знание, 1981. - 64 с.; 20 см. - (Новое в жизни, науке, технике).

на болгарском
- Развитие на човешкия род / Г. А. Гурев; Превел от руски Марко Марчевски. – 2-ро изд. – София : Нариздат, 1945. – 76 с. : ил.;
- Има ли разум в живота природа : Как науката обяснява целесъобразните явления в органичния свят / Г. Гурев ; Преведе от руски Георги Минев. - София : Народна култура, 1949. - 68 с.; 17 см. - (Библиотека "Популярна наука" 58).
- За вярата в бога : Беседи с вярващи и невярващи / Г. А. Гурев ; Прев. от рус. език Мария Шарланджиева. - София : Народна младеж, 1955. - 72 с.; 20 см.
- Дарвинизъм и религия : Из историята на идеологичната борба в биологията / Г. А. Гурев; Прев. от рус. Екатерина Пеева. – София : Наука и изкуство, 1959. – 233 с.;
- За вярата в безсмъртие на душата / Г. А. Гурев ; Прев. от рус. Л. Цветаров. - София : Изд-во на Нац. съвет на Отечеств. фронт, 1960. - 48 с.; 22 см. - (Библиотека политически и научни знания; 10).
- Сътворена ли е вселената? / Г. А. Гурев ; Прев. от рус. Катя Койчева. - [София] : Профиздат, 1960. - 70 с.; 15 см. - (Научно-атеистични знания; № 8. 1960).
- Учението на Коперник и религията / Прев. от рус. Драгомир Николаев. – София : Изд-во на Бълг. ком. партия, 1967. – 195 с.;

на венгерском
- Tudományos előrelátás és vallásos jóslatok; A tudomány és a vallás a világmindenség szerkezetéről / G. A. Gurev ; Ford. Moor Albert és Sártói Ambrus. - Budapest : Művelt nép, 1952. - 62 с.; 20 см. - (Természettudományos kiskönyvtár; Szám 88).
- Az istenhitről / G. A. Gurjev ; Ford. Auer Kálmán. - Budapest : Szikra, 1955. - 79 с.; 18 см.

на греческом
- Τό σύμπαν  / Γ. Α. Γκοῦριεφ. – [Б. м.] : Νέα Ἑλλάδα, 1951. – 62 с. : ил.; 16 см. – (Ἐκλαϊκευτική βιβλιοθήκη; 3)

на немецком
- Wie der Darwinismus von den malthusianistischen Fehlern befreit wurde : Stenogramm eines öffentlichen Vortrages der Unionsgesellschaft zur Verbreitung politischer und wissenschaftlicher Kenntnisse in Moskau / Von G. A. Gurew. – Berlin : Aufbau-Verl., 1953. – 44 с.; 19 см. – (Kulturbund zur demokratischen Erneuerung Deutschlands. Vorträge zur Verbreitung wissenschaftlicher Kenntnisse; 40).
- Über den Glauben an Gott : Gespräche mit Gläubigen und Nichtgläubigen : Übers. nach dem russisch. Orig. / G. A. Gurew. – Bukarest : Politischer Verl., 1958. – 110 с.;

на польском
- Nauka i religia o budowie wszechświata : Stenogram odczytu publicznego ... / G. Guriew ; Przełożył J. Zaborowski ; Wszechzwiązkowe t-wo krzewienia wiedzy politycznej i naukowej. - Wilnius : Państwowe wyd-wo literatury politycznej i naukowej, 1951. - 35 с.; 22 см.
- O wierze w boga : Pogadanki z wierzącymi i niewierzącymi / G. A. Guriew ; Przeł. J. Docenko. - Wilnius : Państw. wyd-wo literatury politycznej i naukowej, 1955. - 85 с.; 20 см.
- Co to jest wszechświat / G. Guriew ; Przekł. z wyd. 2-go, przerobionego I. Tarasiejski. - Wilnius : Państ. wyd. literatury polit. i naukowej, 1956. - 226 s. : il.; 20 см.

на румынском
- Despre credinţa în dumnezeu : De vorba cu credincioşi şi necredincioşi : [Trad. din limba rusă] / G. A. Gurev. – București : Ed. de stat pentru literatură politică, 1956. – 90 p.;
- Az istenhitről / G. A. Gurjev. - 3-ik kiadás. - Bukarest : Politikai könyvkiadó, 1959. - 95 с.; 20 см.

на словацком
- Vedecké predvídania a náboženské proroctvá / G. A. Gurev; Prel. Ján Štefánik. – Martin : Osveta, 1953. – 26 с.;

на узбекском
- Табиий танланиш ҳақида баҳс.- Т .: Қизил Узбекистон ва бошк . , 1960. - 16 б .; 20 см .- ( Фан ҳақида суҳбатлар ; 26 ) .— 40 т . 13.600 экз. — 1120-60

на французском
- Darwinisme et religion : La lutte idéologique en biologie / G. Gourev. - Moscou : Éditions en langues étrangères, 1960. - 226 с.; 21 см.

### Статьи
- Взаимоотношения марксизма и дарвинизма, в книге: От обезьяны к человеку / Фридрих Энгельс ; С прим. и ст. Г. А. Гурева [Гуревича]  - 2-е изд., знач. доп. - [Гомель] : Гомельский рабочий, [1923]. - 116, [3] с.; 25 см.
- Вступительная статья, в книге: Штерн, Якоб. Исторический материализм и теория прибавочной ценности К. Маркса : Пер. с нем. / Я. Штерн ; С вступ. ст. Г. А. Гурева. - [Гомель] : Гомельский рабочий, 1924. - 39 с.; 23 см.
- Спор о естественном отборе . Илл. В. Шерстобитов. Наука и жизнь , 1959 , No 9 , стр. 45-50.
- Дарвинизм в свете марксизма, в книге: От обезьяны к человеку / Фридрих Энгельс ; С вступ. ст. Г. А. Гурева [Гуревича]. - 3-е изд., изм. - [Гомель] : Гомельский рабочий, 1924. - 60, [1] с.; 23 см.
- Дарвинизм в свете марксизма, в книге: От обезьяны к человеку / Фридрих Энгельс ; С вступ. ст. Г. А. Гурева [Гуревича] - 4-е изд., доп. - [Гомель] : Гомельский рабочий, 1925. - 62, [2] с.; 23 см.

### Переводы
- Беккерель, Жан. Эволюция материи и миров / Проф. Жан Беккерель; Пер. с примеч. и ст. "Новейшие воззрения о жизни и развитии вселенной" Г. А. Гуревича, д. чл. Рус. астрон. о-ва. - Москва : Соврем. пробл., 1913. - 172, [1] с.; 20.
- Пуанкаре, Анри. Новая механика; Эволюция законов : Две статьи / Пер. с примеч. и 2 вступ. ст. Г. А. Гуревича; Акад. проф. Анри Пуанкарэ. - Москва : Соврем. проблемы, 1913. - [4], 178, [1] с.; 21. — скан в РГБ
- Шарпей-Шафер, Эдвард Альберт. Жизнь, ее природа, происхождение и сохранение / Э. А. Шеффер, проф. физиологии Эдинбургского ун-та ; с доп. ст. проф. Ч. С. Минота: "Что такое жизнь" ; пер., [предисл.] и примеч. Г. А. Гуревича. - Москва : "Современные проблемы", 1913. - 142 с.; 18 см.
- Риги, Аугусто. Новые основы физики : 2 статьи / Проф. А. Риги и проф. Ж. Беккерель; Пер., [предисл.] и примеч. Г. А. Гуревича. - Москва : Соврем. пробл., 1914. - 158 с.; 20. - (Новое в естествознании / При участии проф. Г.А. Кожевникова, проф. Н.А. Шилова и др.; Вып. 5).